# Neancistrolepis
Neancistrolepis is een geslacht van weekdieren uit de klasse van de Gastropoda (slakken).

## Soorten
- Neancistrolepis beringianus (Dall, 1919)
- Neancistrolepis glabra Habe & Ito, 1973